# Станция Одиннадцать (роман)
«Станция Одиннадцать» (англ. Station Eleven) — роман Эмили Сент-Джон Мандел в жанре постапокалиптической фантастики, впервые изданный в 2014 году. Его действие происходит в недалёком будущем в мире, который пострадал от последствий вируса. Герои романа — труппа шекспировских актёров, которая путешествует по городам в районе Великих озёр. Роман был номинирован на Национальную книжную премию, Американскую литературную премию ПЕН/Фолкнер, премию «Оранж», выиграл премию Артура Кларка и книжную премию Торонто. 
Одноимённая экранизация книги в формате мини-сериала  вышла на HBO 16 декабря 2021 года. Главные роли в ней сыграли Маккензи Дэвис, Химеш Патель, Дэвид Уилмот, Набхан Ризван и Даниэль Дедуайлер.